# Корнель, Мишель Старший
Мишель Корнель Старший, или Мишель Корнель Отец, Мишель Корнель Первый (фр. Michel Corneille l'Ancien, Michel Corneille le Père ou Michel Corneille I; ок. 1601, Орлеан — 13 июня 1664, Париж) — французский рисовальщик, живописец и гравёр, мастер офорта. Родоначальник большой художественной семьи.

## Семья художников Корнель
Мишель Корнель Старший был учителем своего сына, также Мишеля, прозванного впоследствии Мишелем Корнелем Младшим (1642—1708); как и отец, он стал живописцем и гравёром, учился у Шарля Лебрена в Париже, в 1659 году был в Риме, путешествовал в Египет, работал в Анжере, Дижоне, выполнял декоративные работы в Версале в соответствии с эстетикой «большого стиля» эпохи Людовика XIV, соединявшего элементы классицизма и барокко. Мишель Корнель Младший имел также прозвания «Мишель Анж» (Michel Ange — Мишель Ангел) и «Корнель де Гобелен» (Michel Corneille des Gobelins), так как в последние годы жил и работал при мануфактуре Гобеленов в Париже, выполняя картоны для шпалер.
Его младший брат Жан-Батист Корнель (1649—1695) также был живописцем и гравёром. Братья копировали и гравировали рисунки художников итальянского Возрождения и маньеризма для коллекции короля Людовика XIV.

## Биография Мишеля Корнеля Старшего
Мишель Корнель родился в Орлеане, в семье торговца. Он был одним из многих, кто учился у знаменитого академического живописца Симона Вуэ, который оказал значительное влияние на французскую живопись начала XVII века.
По контракту от 16 ноября 1632 года он женился на Маргарите Грегуар, сестре Мари Грегуар, вышедшей замуж за Жака Саразена, обе — сёстры художников Симона Вуэ и Обена Вуэ. В Париже Корнель подружился с Эсташем Лесюэром, Франсуа Перье и другими крупными художниками столицы.
В 1648 году Корнель стал одним из основателей Королевской академии живописи и скульптуры и был избран одним из первых двенадцати старейшин, отвечающих за её работу. В 1656 году он стал ректором Академии.
Корнель посвятил себя исторической живописи. Он был одарённым колористом, более венецианцем, чем французом — и его ранний индивидуальный стиль напоминал стиль Симона Вуэ; позже его работы имели все достоинства и все недостатки академической «сладкой» школы итальянского искусства, показывая далеко идущее влияние болонской школы Карраччи. Корнель Старший долгое время занимался украшением церквей в Париже, его шедевром была знаменитая картина «Святой Павел и Святой Варнава в Листре», написанная для собора Парижской Богоматери.
Мишель Корнель много занимался репродукционной гравюрой. Известны его гравюры «Избиение младенцев» по рисунку Рафаэля и «Дева, кормящая младенца Иисуса» по оригиналу Лодовико Карраччи.
Художник скончался в Париже в 1664 году и был похоронен на Кладбище Невинных. Вероятно, его останки были перенесены в катакомбы в 1785 году, после закрытия кладбища.

## Галерея
- Aллегорические фигуры. Эскиз плафонной росписи. Тонированная бумага, уголь, мел. Метрополитен-музей, Нью-Йорк
- Самсон и филистимляне. 1650-е. Холст, масло. Мезон-Лаффит
- Дидона и Эней. Частное собрание
- Святой Франсуа-Ксавье поклоняется Мадонне с Младенцем. Холст, масло. Музей изящных искусств, Орлеан
- Филипп французский, герцог Орлеанский. Холст, масло. Версаль
- Встреча Марии и Елизаветы. Музей изящных искусств, Блуа